# Alsóvalkó község
Alsóvalkó község (románul: Comuna Valcău de Jos) község Szilágy megyében, Romániában. Központja Alsóvalkó, beosztott falvai Felsővalkó, Füzespaptelek, Rátonbükk, Valkóváralja, Újvágás.

## Népessége
A 2011-es népszámlálás adatai alapján a község népessége 2851 fő volt.